# 阿姆斯特朗 (愛荷華州)
阿姆斯特朗（英語：Armstrong）是美国艾奥瓦州埃米特縣下轄的一个城市。2010年人口统计为926人。